# Camata
Camata ist eine Ortschaft im Departamento La Paz im südamerikanischen Andenstaat Bolivien.

## Lage im Nahraum
Camata ist der zentrale Ort des Kanton Camata im Municipio Ayata in der Provinz Muñecas. Die Ortschaft liegt auf einer Höhe von 1728 m rechts des Río Camata, der flussabwärts über den Río Mapiri zum Río Beni fließt.

## Geographie
Camata liegt östlich des Titicacasees in der Anden-Gebirgskette der Cordillera Central. Das Klima der Region ist ein typisches Tageszeitenklima, bei dem die Temperaturen im Tagesverlauf stärkere Unterschiede aufweisen als im Jahresverlauf.
Die mittlere Jahrestemperatur der Ortschaft liegt bei 16 °C (siehe Klimadiagramm Aucapata), die Monatswerte schwanken zwischen knapp 14 °C im Juni/Juli und knapp über 17 °C von Oktober bis März. Der Jahresniederschlag im langjährigen Mittel beträgt 800 mm, und während die Wintermonate Juni und Juli mit unter 10 mm Monatsniederschlag arid sind, erreichen die Sommermonate von Dezember bis März Werte von 100 bis 140 mm.

## Verkehrsnetz
Camata liegt in einer Entfernung von 289 Straßenkilometern nordwestlich von La Paz, der Hauptstadt des gleichnamigen Departamentos.
Von La Paz führt die asphaltierte Nationalstraße Ruta 2 in nordwestlicher Richtung 70 Kilometer bis Huarina, von dort zweigt die Ruta 16 ab, die als asphaltierte Straße weiter in nordwestlicher Richtung auf 97 Kilometern entlang des Titicacasees bis Escoma führt. Von dort führt die Ruta 16 weiter als unbefestigte Piste weiter nach Norden und erreicht nach 87 Kilometern Charazani. Weiter auf der Ruta 16 zweigt nach 33 Kilometern eine Zufahrtsstraße nach Camata in südlicher Richtung von der Hauptstraße ab.

## Bevölkerung
Die Einwohnerzahl der Ortschaft ist in dem Jahrzehnt zwischen den beiden letzten Volkszählungen um die Hälfte angestiegen:
| Jahr | Einwohner         | Quelle       |
| ---- | ----------------- | ------------ |
| 1992 | keine Detaildaten | Volkszählung |
| 2001 | 247               | Volkszählung |
| 2012 | 387               | Volkszählung |
| 2024 |                   | Volkszählung |

An der Schnittstelle zwischen Aymara- und Quechua-Bevölkerung sprechen im Municipio Ayata 56,1 Prozent der Bevölkerung Quechua und 43,3 Prozent Aymara, die Haupt-Landessprache Spanisch wird nur von 25 Prozent der Einwohner gesprochen.